# 石川島公園
石川島公園（いしかわじまこうえん）は、東京都中央区佃2･3丁目にある隅田川・隅田川派川・朝潮運河沿いの区立の都市公園（近隣公園）である。1990年（平成2年）4月に開設した。面積は約3.3ha。

## 概要
中央大橋から相生橋の先までの細長い公園である。中央大橋の南側は佃公園であり、隅田川テラスで繋がっている。大川端リバーシティ21の一部として1986年（昭和61年）に都市計画が決定し、1988年より工事が始まり2年後に部分的に完成した。“石川島”は佃二丁目の江戸時代からの旧名で、この地を領した石川家（横浜市戸塚区が本貫）の名に由来し、この地に設立された造船所を起源とするIHIの旧社名「石川島播磨重工業」と同様の命名である。
隅田川テラスを擁し、隅田川は目の前である。
昼間は子ども連れが多く、夜は物音もせず静寂としている。夜間は暗くは無いが、対岸の越中島公園や、新川公園と比べると夜景・デートスポットにはあまり向いていない。ただ、春には花見スポットともなる。
上段と下段の２段式になっている。下段は、満潮時や大雨後に一部が浸水する。面している隅田川の水質は良くないが、水と触れ合えるように親水テラス（隅田川テラス）もある。なお、上段と下段はスロープで繋がっており、自転車や車椅子などに乗ったままでも移動可能のバリアフリーとなっている。上段の北端にある広場は1999年（平成11年）に作られたもので、隅田川と友好河川の提携をしているフランスのセーヌ川にちなんでパリ広場と命名されている。下段の北端先からの景色は、まるで客船の先端から眺めているような景色である。
都心に近い割には利用客が少なく、静かに過ごせる公園なので、ジョギングや散歩を楽しむ人が多い。
通年入園自由、無料。ベンチ・トイレ有り。飲料自動販売機・専用駐車場・子供用遊具無し。夜間もやや明るい。釣り可。隅田川テラスの親水などではカルガモや冬になるとオナガガモやマガモやヒドリガモやホシハジロやオオバン等の水鳥が見られる。

## 写真

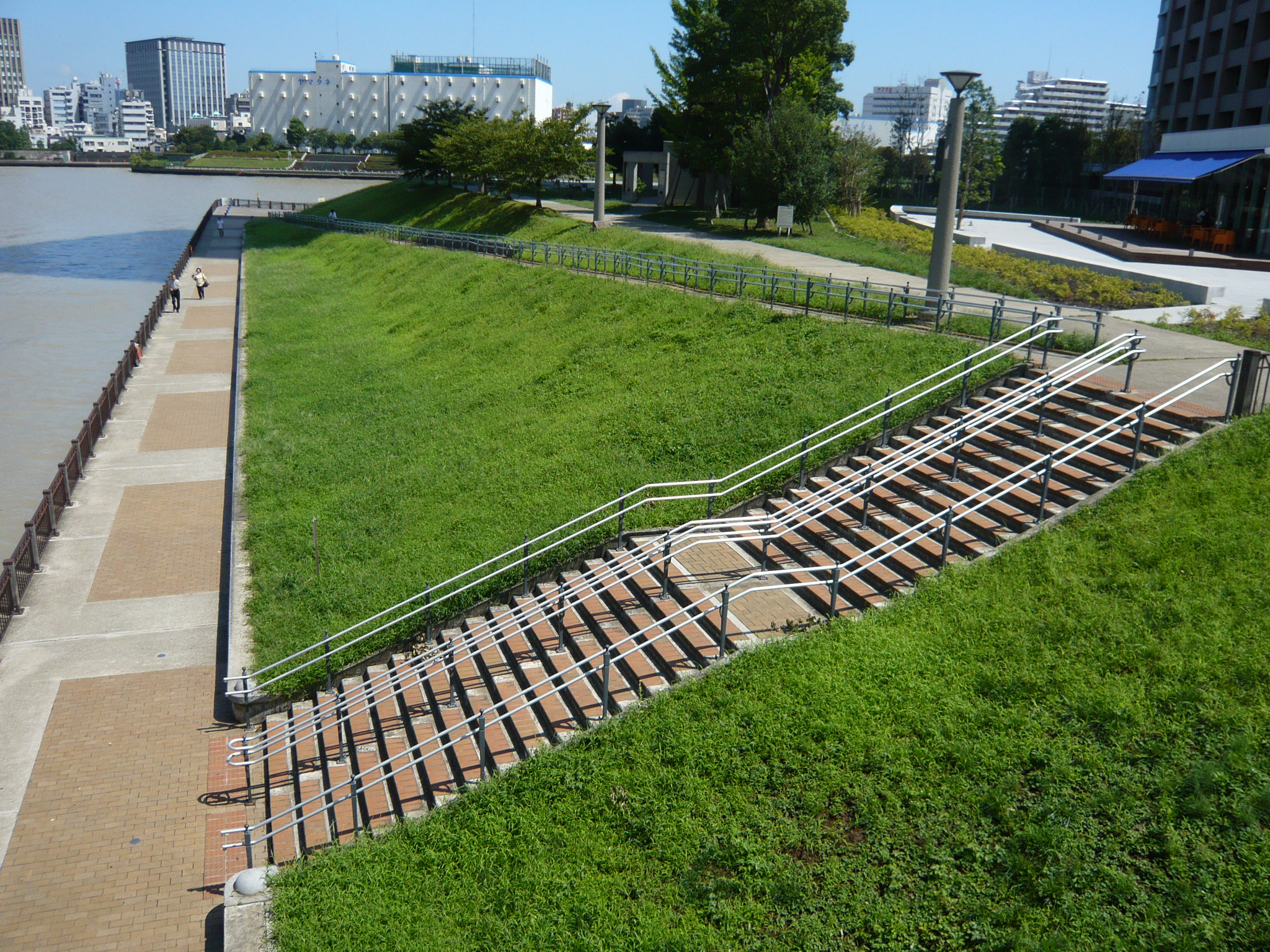
石川島公園
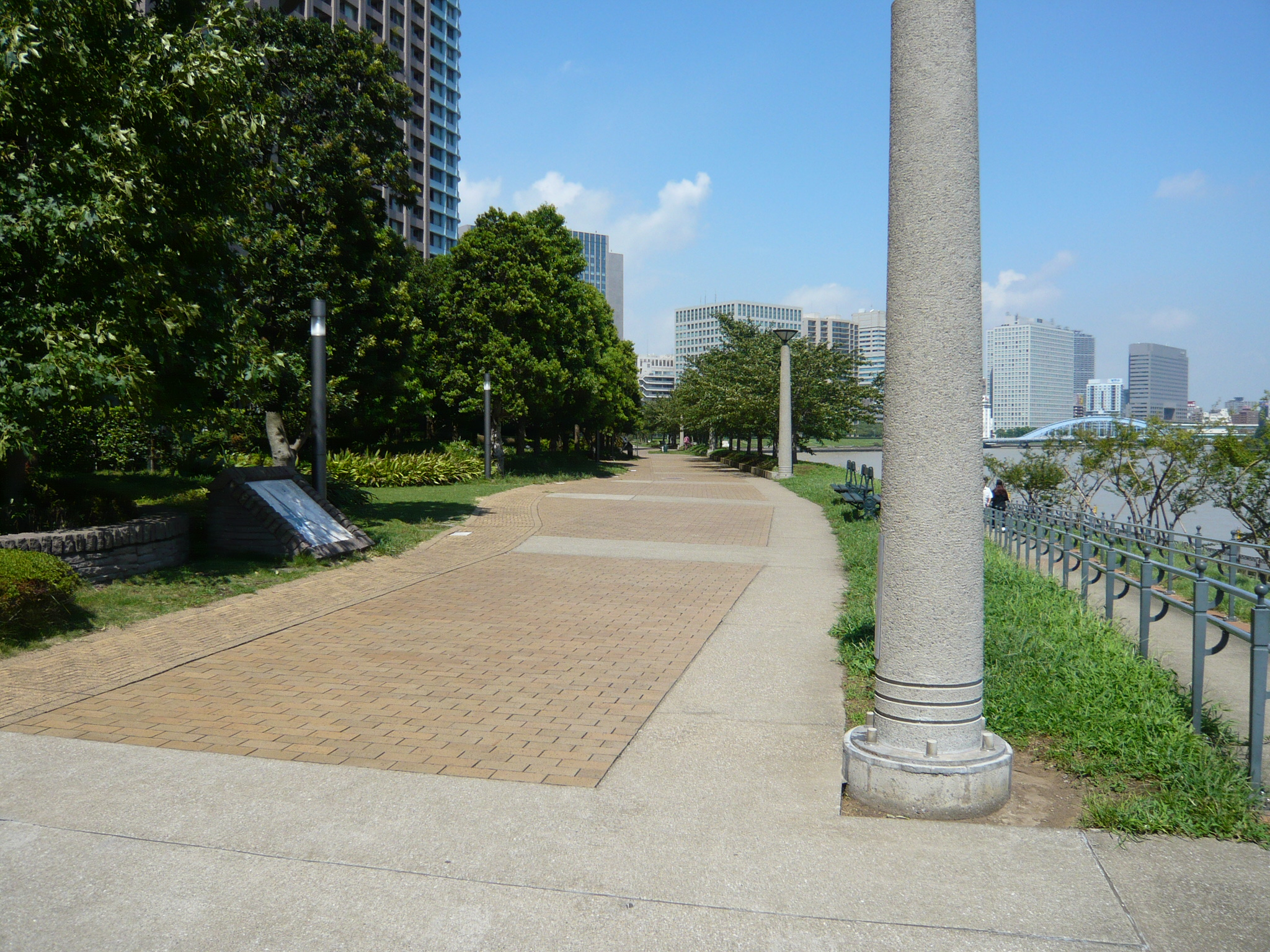
上段の通路
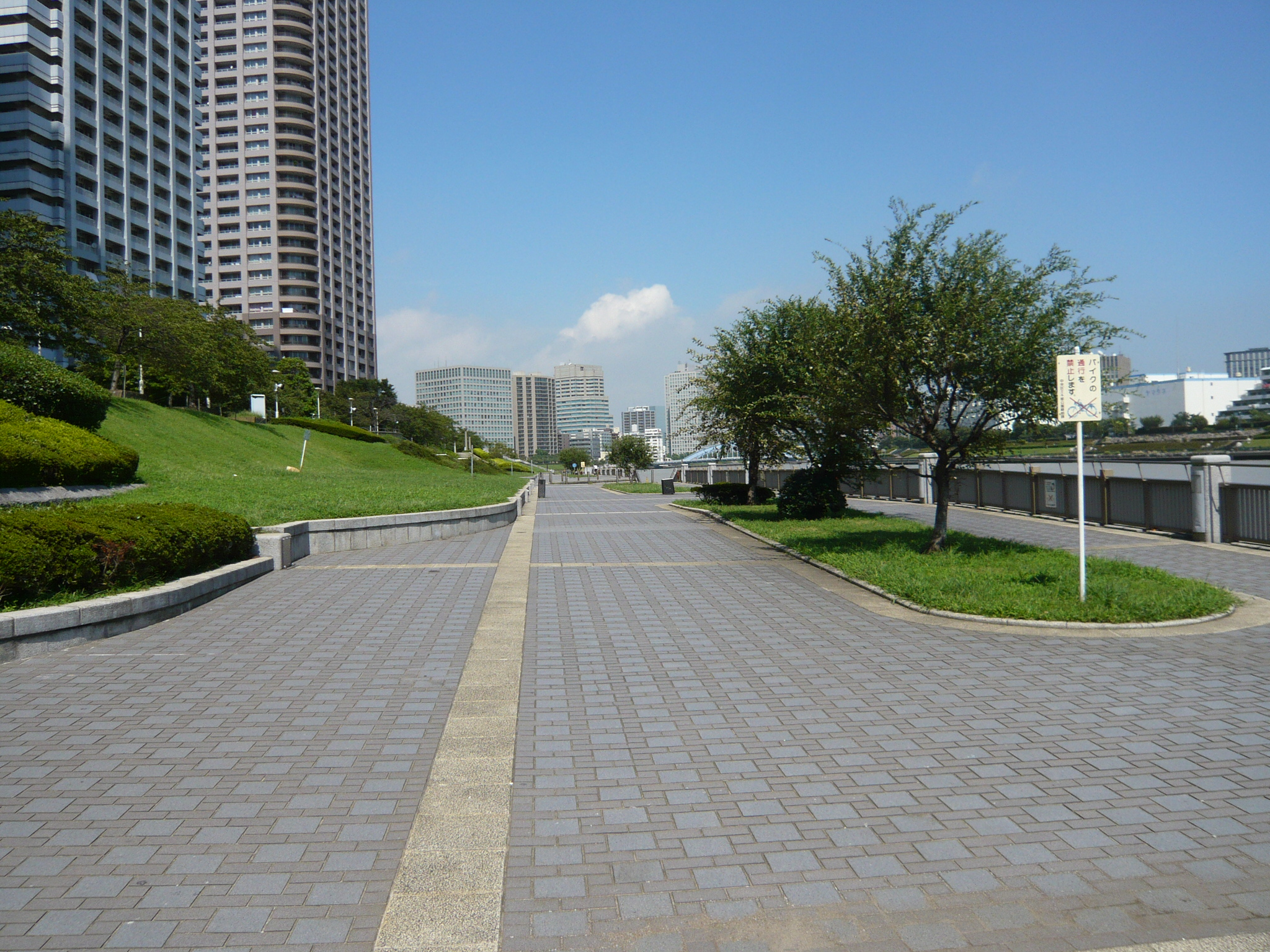
下段の通路
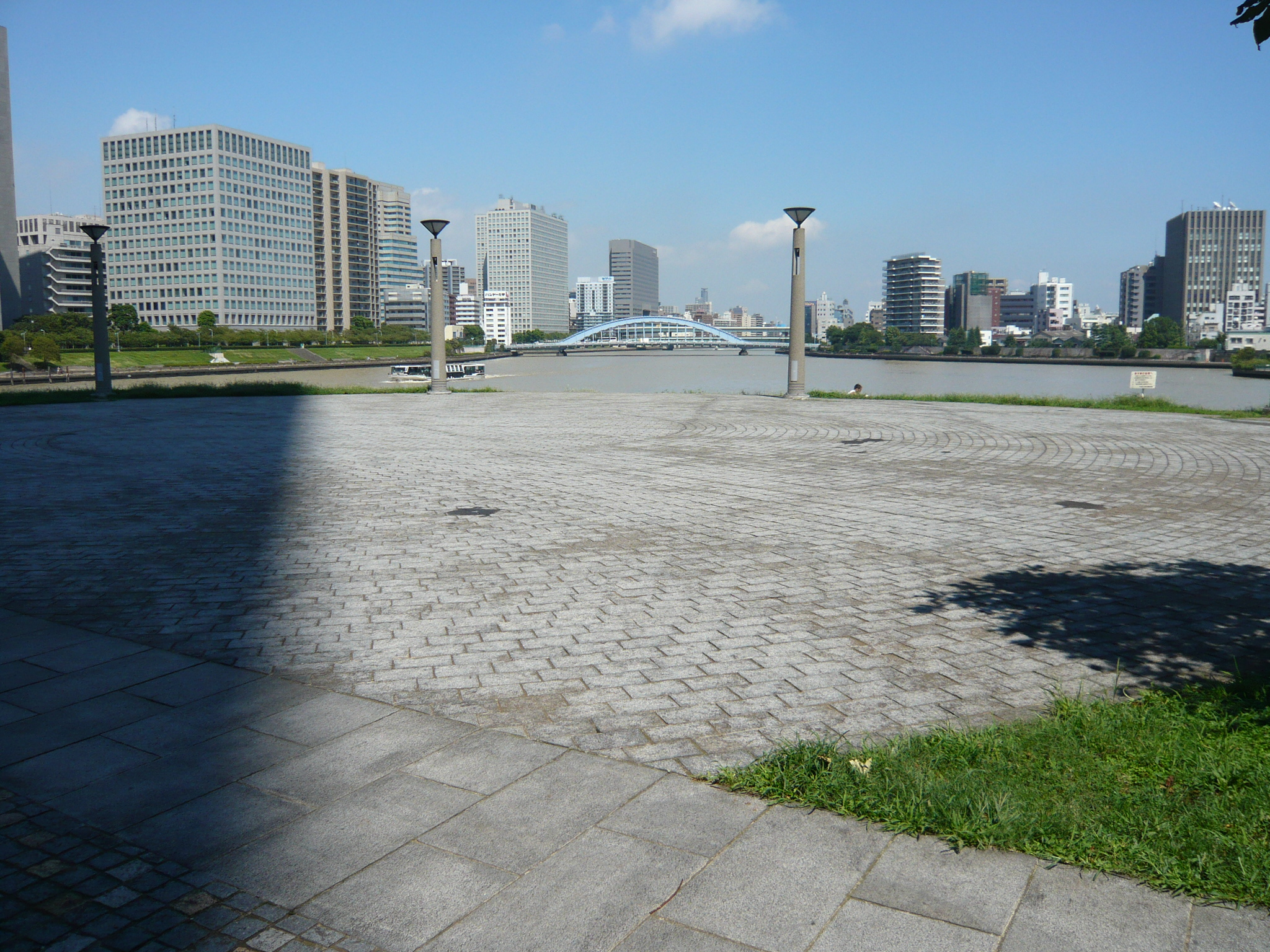
パリ広場
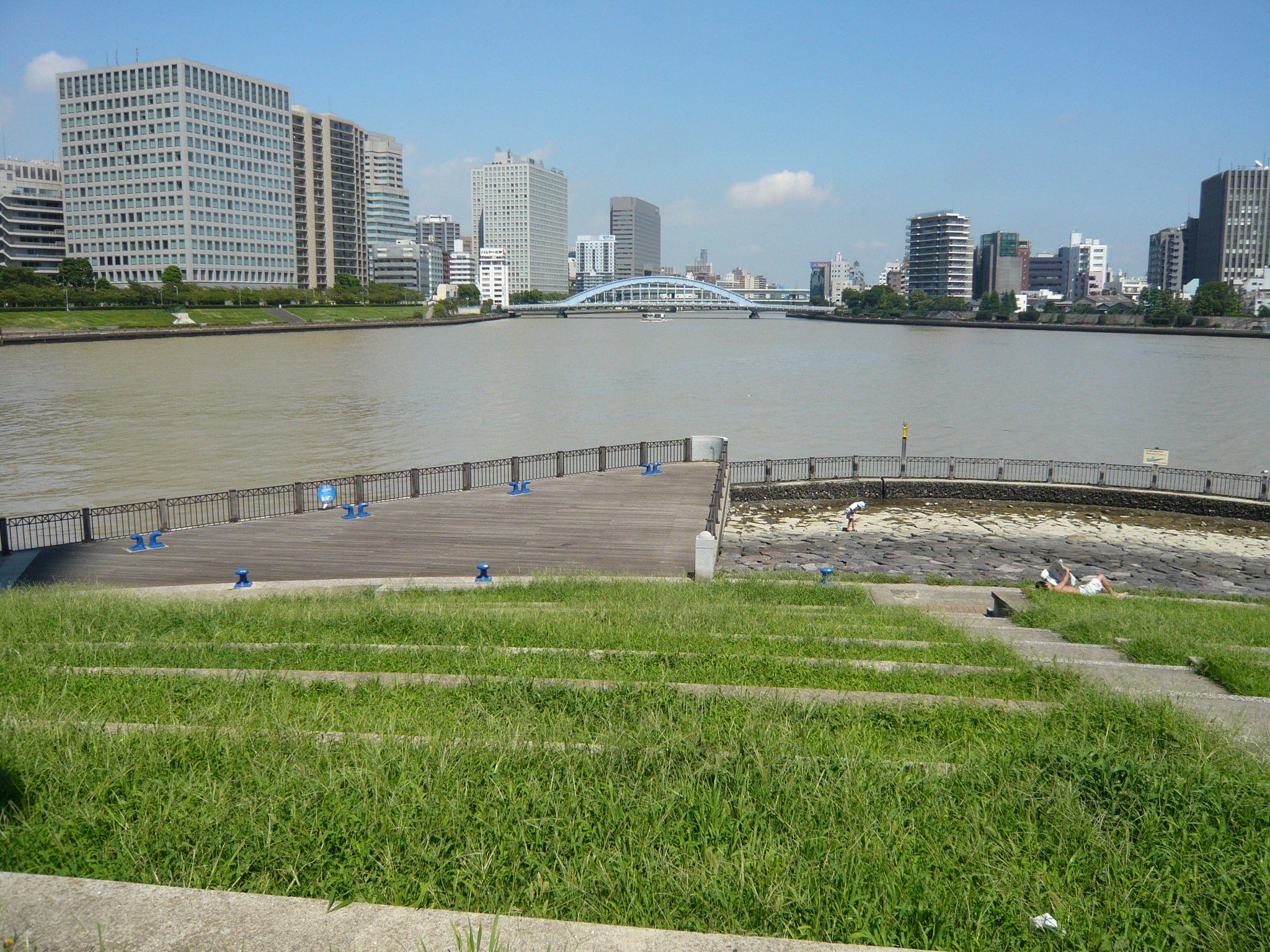
下段の北端
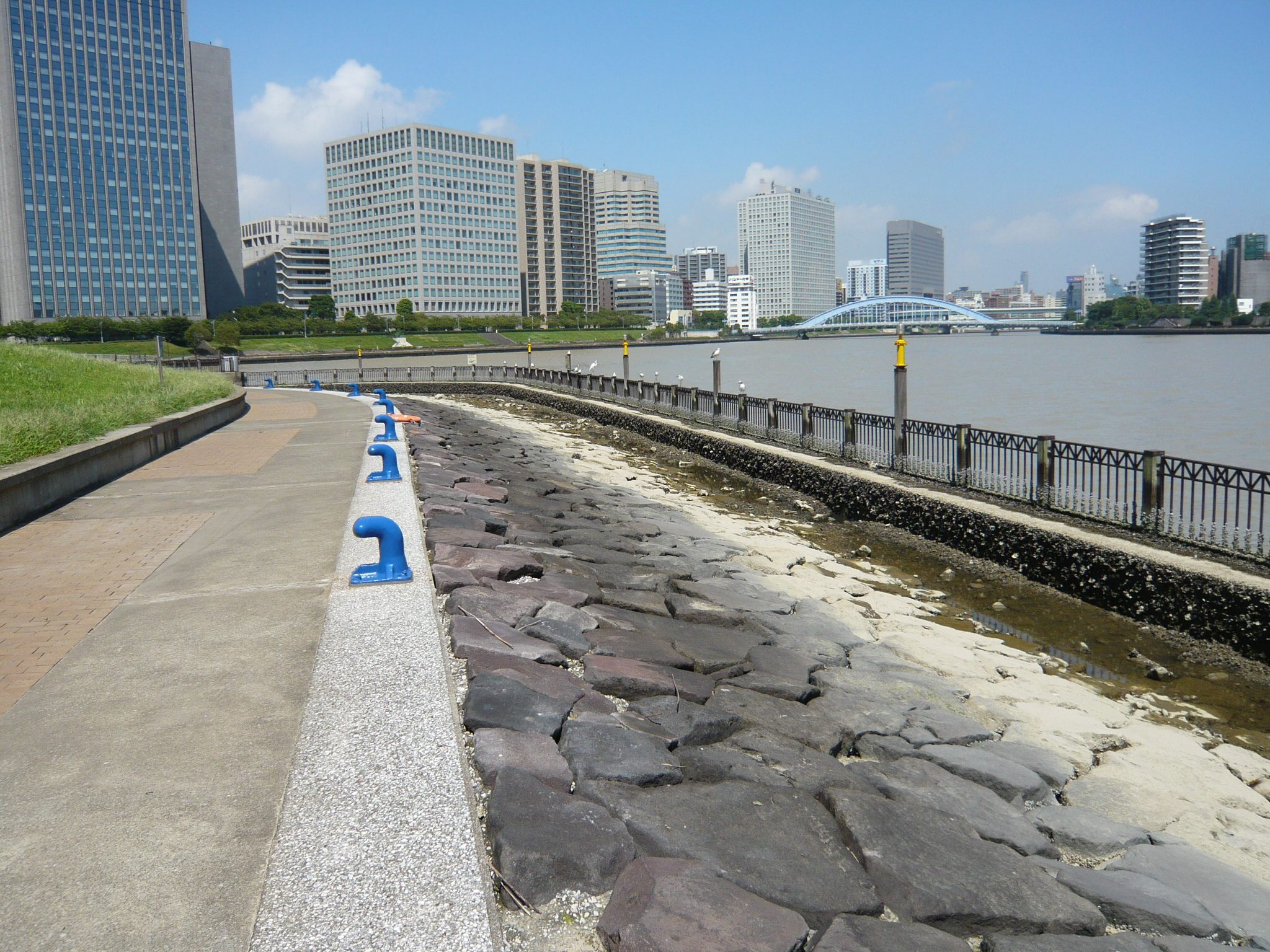
下段の親水テラス
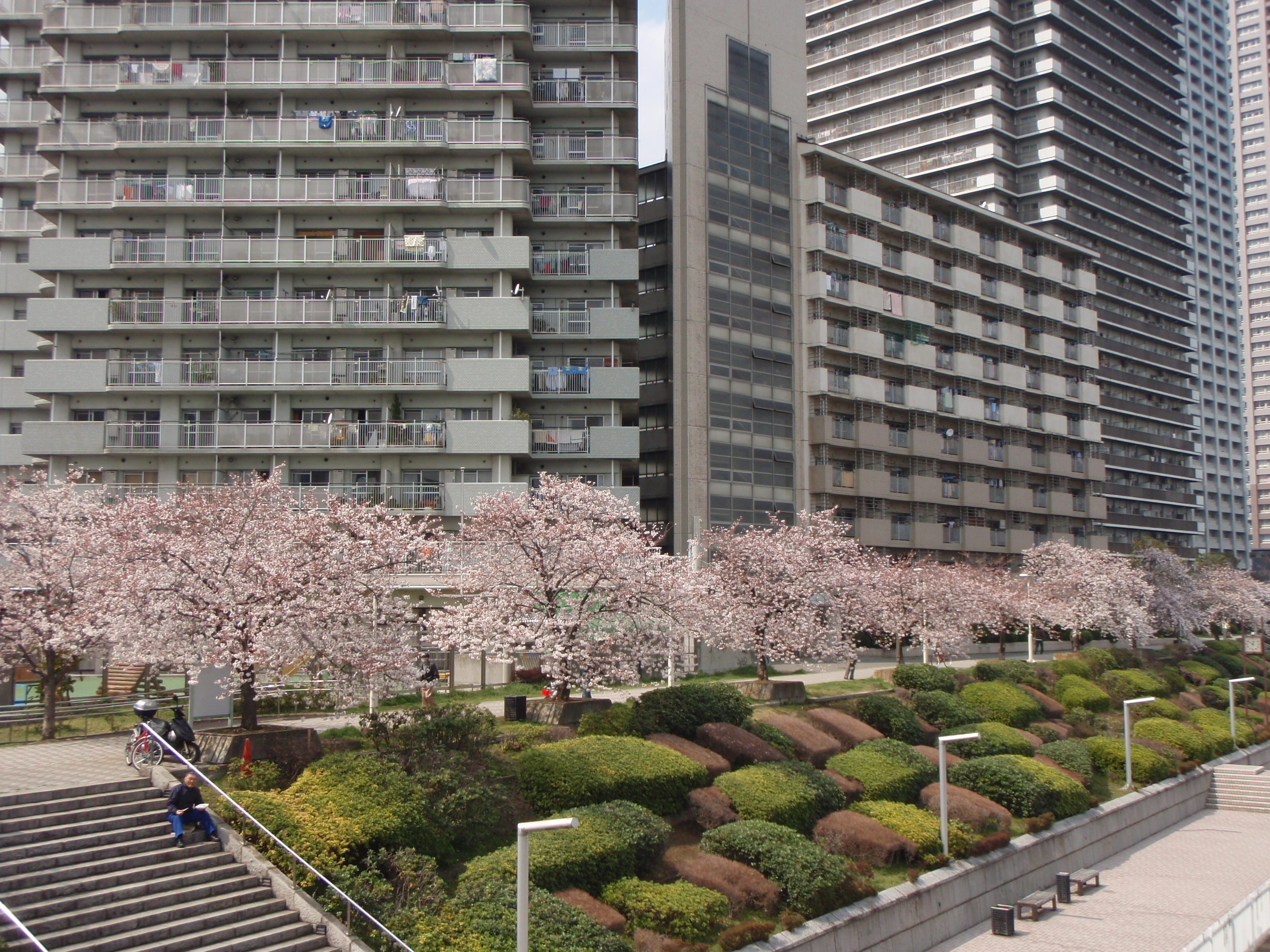
春の桜

### 散歩・ジョギングコース
信号が無い・車が少ない・夜でも比較的明るい・景色が良い・通路が整備されているなどという点から、下記は犬の散歩・ウォーキング・ジョギングなどでよく使われる経路である。徒歩では一周40分程度。
- 越中島公園⇔相生橋⇔石川島公園⇔中央大橋⇔新川公園⇔永代橋⇔永代公園⇔越中島公園

## アクセス
- 都営地下鉄大江戸線・東京メトロ有楽町線月島駅から徒歩7分。
- JR京葉線・東京メトロ日比谷線八丁堀駅から徒歩9分。
- 東京メトロ東西線・東京メトロ日比谷線茅場町駅から徒歩16分。

## 周辺施設
- 永代公園